# Almadasuchus
Almadasuchus figarii
Genre
Espèce
Almadasuchus est un genre fossile de « reptiles » crocodylomorphes de la famille également éteinte des Hallopodidae,.
Une seule espèce est rattachée au genre : Almadasuchus figarii, décrite en 2013 par Diego Pol et ses collègues.

## Classification
Une étude phylogénétique de 2017 le place comme un crocodylomorphe basal, au sein de la petite famille des Hallopodidae. Il est associé dans ce clade à deux genres nord-américains  Hallopus et Macelognathus, un peu plus récents que lui.

## Présentation
Ses fossiles ne sont connus à ce jour qu'en Argentine dans la province de Chubut où ils ont été découverts dans le membre de Puesto Almada de la formation géologique de Cañadón Asfalto. Ces sédiments sont datés du Jurassique supérieur, de l'Oxfordien, soit il y a environ 160 Ma (millions d'années).